# Göta Älvrodden
Göta Älvrodden är ett långlopp för rodd i formen älvrodd (engelska ”head”). Starten går i Kungälv och målet är i Göteborg. Deltagarna ror en sträcka på 20 kilometer för dem som ror den längsta distansen. Loppet är ett av de längsta roddloppen i Europa och var fram till 1976 världens längsta roddlopp.
Huvudklassen är åtta med styrman. Det finns dock utrymme även för andra båtklasser, exempelvis inriggare, tiohuggare och färing. 2024 återuppstår tävlingen efter cirka tio års uppehåll. Loppet blir det 63:e i ordningen och hålls den 5 oktober.

## Historia

### Föregångare
Innan Göta Älvrodden fick sin nuvarande form 1951 fanns föregångare. Traditionellt har roddtävlingarna i Göteborg förlagts till Göta älv. Dessa började anordnas redan i mitten av 1800-talet och kom med åren att bli populära tillställningar. Under 1880- och 1890-talet var det inget ovanligt med bortåt 20 000 åskådare som trängdes längs älvstränderna.
1910 fanns ett lopp på Göta älv som kallades ”Älvrodden”. Göteborgs Roddklubb, som då hade klubbhus vid Göta älv, och Göteborgs Roddförening gjorde från och med 1932 upp i ett lopp med åttor på älven under namnet ”Älvrodden”. Längden på det loppet var detsamma som för olympisk rodd, 2 km. Även då var förebilden The Boat Race och benämndes som lopp mellan ”Klubben” och ”Föreningen”.

### Göta Älvrodden
Göta Älvrodden anordnades första gången 1951. Ambitionen var att skapa ett långlopp för att främja roddsporten med blicken riktad mot London. Roddarna i 'Lilla London' – som Göteborg ibland kallas – önskade något mer likt The Boat Race mellan Oxford och Cambridge. 1954 deltog Oxford och vann. Under 1960-talet gick loppet under namnet Göteborgs-Postens Älvrodd. Priset till segraren kallades inledningsvis för ”Roddens blå band”.
Loppet var länge världens längsta roddlopp. De första åren var loppet endast för herrar, men senare fick damerna sitt eget lopp. 2014–2023 hade loppet uppehåll.
Namnkunniga deltagare är bland andra flerfaldiga olympiska guldmedaljören Olaf Tufte och världsmästaren Maria Brandin.

## Loppets sträckning
Göta älvrodden sträcker sig från Kungälv till Göteborg. 2024 passerar loppet fyra broar: Jordfallsbron, Angeredsbron, Marieholmsbron och Hisingsbron. För klasserna tiohuggare och färing går starten vid Bäckebol och sträckningen mäter 10 kilometer.
Startplatsen har varit densamma, men under loppets första cirka 30 år gick målet rakt under Göta älvbron. Loppet angavs i pressen då vara 16,3 km. Runt år 1980 flyttades målet tre kilometer nedströms till Stenpiren. Loppet uppgavs i pressen då vara 24 km. 1995 flyttades målgången till Göteborgsoperan. 2024 anges Bananpiren som mål.

## Klasser 2024
Senior
- 8+ damer
- 8+ herrar

Junior
- 8+ damer junior
- 8+ herrar junior

Öppna klasser
- Motion (alla båttyper med cox)[3]

## Segrare och banrekord
Segrare
- 1951 – Kungälvs Roddklubb[18]
- 1954 – 8 +: Oxford[10]
- 1955 – 8+: Trollhättans Roddsällskap (Tid 58:39,6)[19]
- 1962 – 8+: Göteborgs Roddförening[20]
- 1968 – 8+: Öresjö SS (Roddsektionen)[21]
- 1969 – 8+: Göteborgs Roddförening[22]
- 1979 – 8+: Öresjö Segelsällskap (Roddsektionen)[23]
- 1980 – 8+: Ormsund[24]
- 1990 – 8+: Christiania Roklubb, Norge (Tid 1:19,42)[25]
- 1997 – 8+: Falkenbergs Roddklubb[26]
- 2001 – Färing: Göteborgs Roddförening
- 2002 – Färing: Göteborgs Roddförening
- 2011 – 8 + : Mölndals roddklubb
- Inriggare: Mölndals roddklubb
- Tiohuggare: Björkö Roddklubb
- Färing: RK Galären, Brännö[15]

Banrekord
Eftersom målplats har varierat från åren saknas officiella banrekord. Enligt Regattaföreningen RådaSiö innehade 2011 Mölndals Roddklubb det inofficiella banrekordet för 8 + med tiden 01:05:02 från 2011. Enligt arrangörerna för loppet 2024 och Olaf Tufte själv innehar han banrekordet från lopp på mitten av 1990-talet.
Flest segrar
(fram till 2011)
- Lyngby Roklubb, Danmark, 8 segrar
- Falkenbergs roddklubb: 7 segrar
- Mölndals roddklubb: 7 segrar
- Ormsunds Roklubb, Norge: 6 segrar
- Göteborgs Roddförening: 4 segrar
- Öresjö SS Roddsektionen: 4 segrar[4]